# Liste des voyages officiels effectués par Shavkat Mirziyoyev

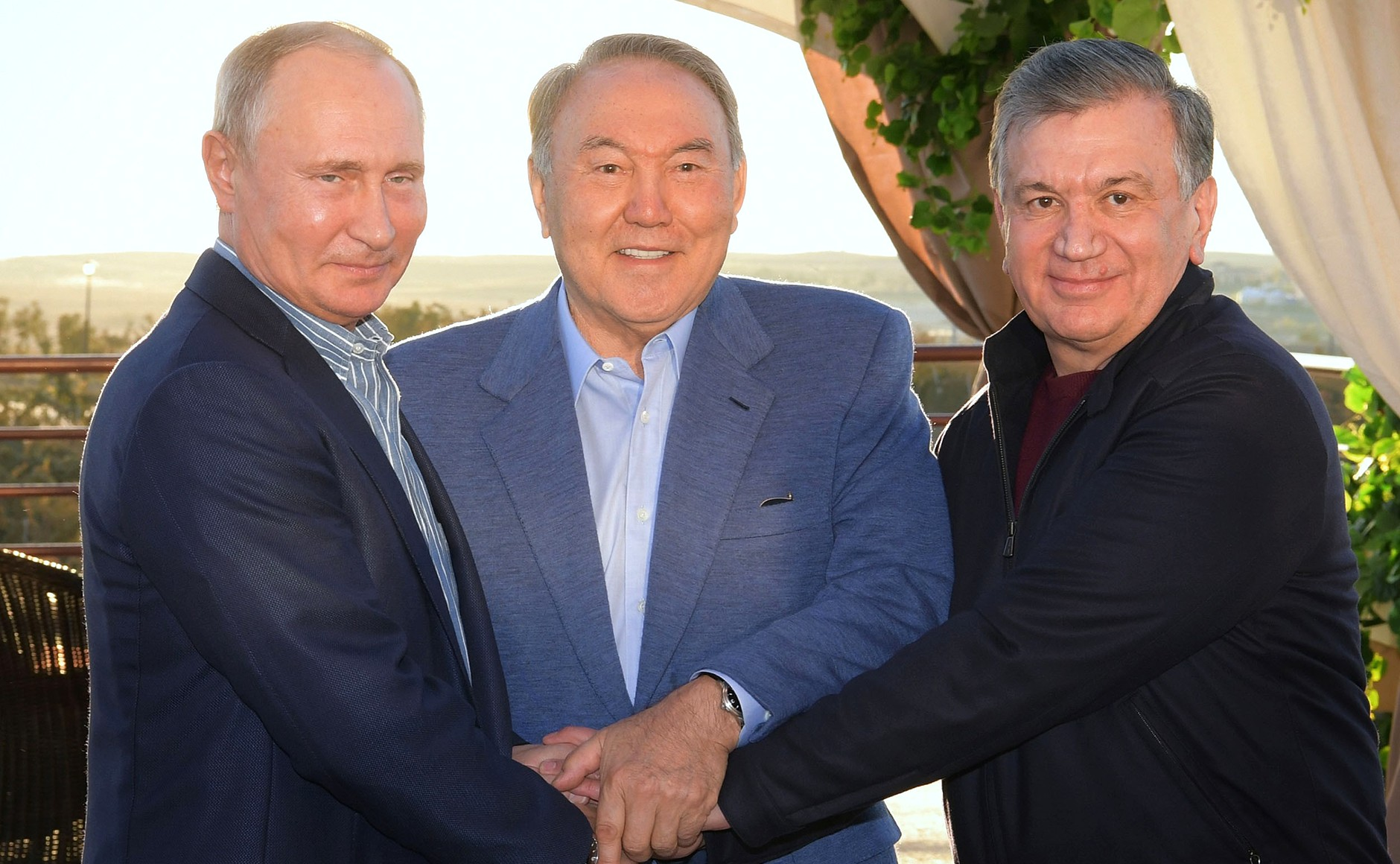
Mirziyoyev avec Vladimir Poutine et Noursoultan Nazarbaïev au Kazakhstan.

Ce qui suit est une liste des voyages officiels effectués par Shavkat Mirziyoyev au cours de son mandat en tant que Président de la République d'Ouzbékistan.

## Nombre de visites
Le nombre de visites par pays où il a voyagé est :
| Pays                | Visite |
| ------------------- | ------ |
| Kazakhstan          | 7      |
| Russie              | 5      |
| Turkménistan        | 4      |
| Chine               | 3      |
| États-Unis          | 2      |
| Kirghizistan        | 2      |
| Tadjikistan         | 2      |
| Inde                | 2      |
| Arabie saoudite     | 1      |
| Turquie             | 1      |
| Corée du Sud        | 1      |
| France              | 2      |
| Allemagne           | 1      |
| Émirats arabes unis | 1      |

## Sommaire des voyages officiels

### 2017

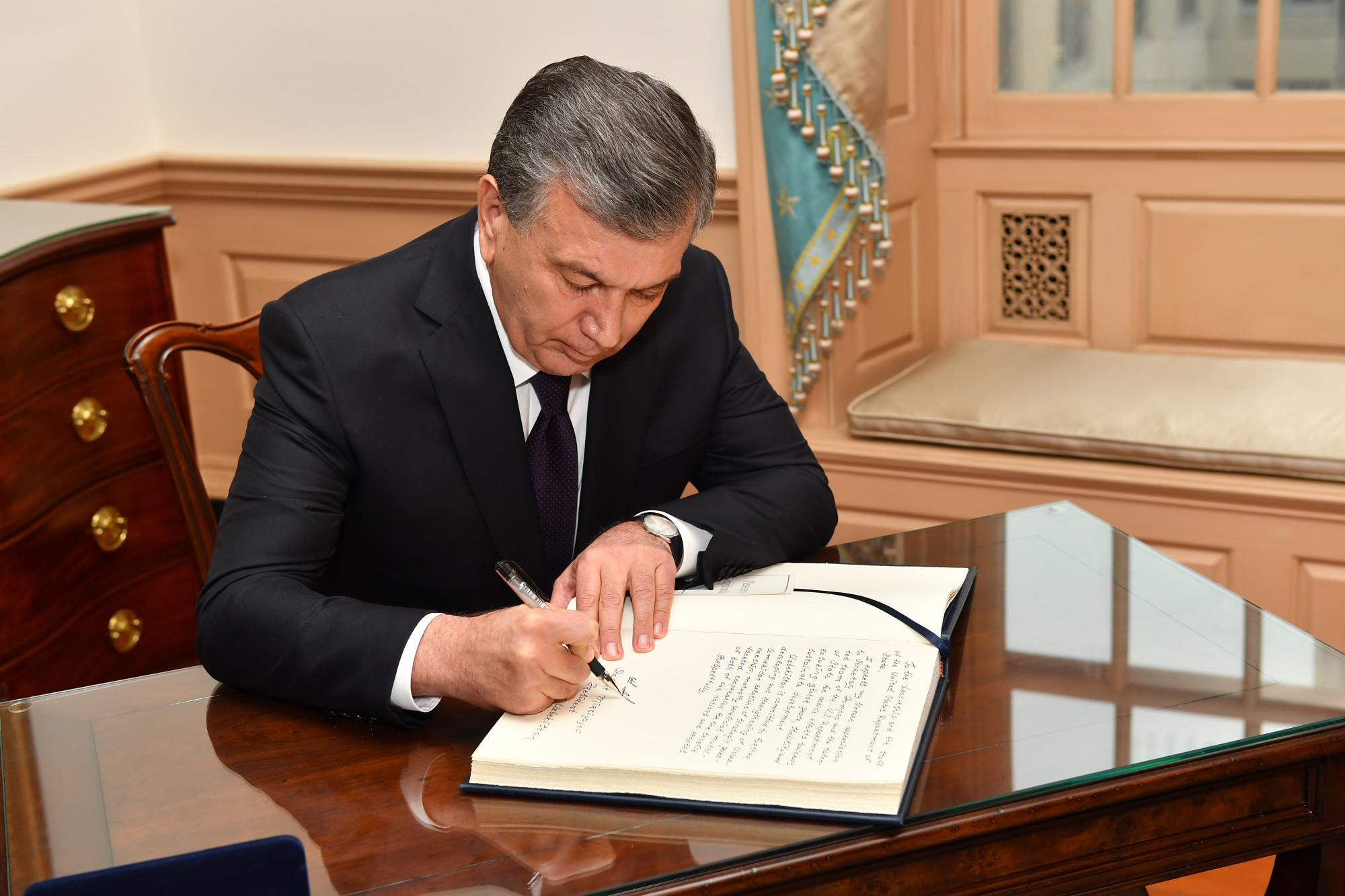

| Pays            | Lieux visités      | Date(s)            | Référence(s) |
| --------------- | ------------------ | ------------------ | ------------ |
| Turkménistan    | Achgabat           | 6 et 7 mars 2017   | [ 1 ]        |
| Kazakhstan      | Astana             | 22 et 23 mars      | [ 2 ]        |
| Russie          | Moscou             | 4 et 5 avril       | [ 3 ]        |
| Kazakhstan      | Oblys de Turkestan | 29 avril           | [ 4 ]        |
| Chine           | Pékin              | 10 et 14 mai       | [ 4 ]        |
| Turkménistan    | Achgabat           | 19 et 20 mai       | [ 5 ]        |
| Arabie saoudite | Riyad              | 20 et 21 mai       | [ 6 ]        |
| Kazakhstan      | Astana             | 8 et 9 juin        | [ 7 ]        |
| Kirghizistan    | Bichkek            | 5 et 6 septembre   | [ 8 ]        |
| Kazakhstan      | Astana             | 9 et 10 septembre  |              |
| Turkménistan    | Achgabat           | 17 septembre       | [ 9 ]        |
| États-Unis      | New York           | 18 et 20 septembre |              |
| Russie          | Sotchi             | 11 octobre         |              |
| Turquie         | Ankara, Istanbul   | 25 et 27 octobre   |              |
| Corée du Sud    | Séoul              | 22 et 25 novembre  |              |
| Russie          | Moscou             | 26 décembre        |              |

### 2018
| Pays         | Lieux visités                     | Date(s)                     | Référence(s) |
| ------------ | --------------------------------- | --------------------------- | ------------ |
| Tadjikistan  | Douchanbé                         | 9 et 10 mars                | [ 10 ]       |
| Kazakhstan   | Astana                            | 15 mars                     | [ 11 ]       |
| États-Unis   | Washington (district de Columbia) | 15 et 17 mai                | [ 12 ]       |
| Chine        | Qingdao                           | 9 et 10 juin                | [ 13 ]       |
| Russie       | Moscou                            | 14 juin                     |              |
| Kazakhstan   | Astana                            | 5 et 6 juillet              | [ 14 ]       |
| Turkmenistan | Achgabat                          | 24 août                     | [ 15 ]       |
| Kirghizistan | Tcholponata                       | 3 et 4 septembre            | [ 16 ]       |
| Tadjikistan  | Douchanbé                         | 27 et 28 septembre          | [ 17 ]       |
| Inde         | New Delhi                         | 30 septembre et 1er octobre | ,            |
| France       | Paris                             | 8 et 9 octobre              | [ 20 ]       |
| Kazakhstan   | Saryaghach                        | 20 octobre                  | [ 21 ]       |
| Russie       | Saint-Pétersbourg                 | 6 décembre                  |              |

### 2019

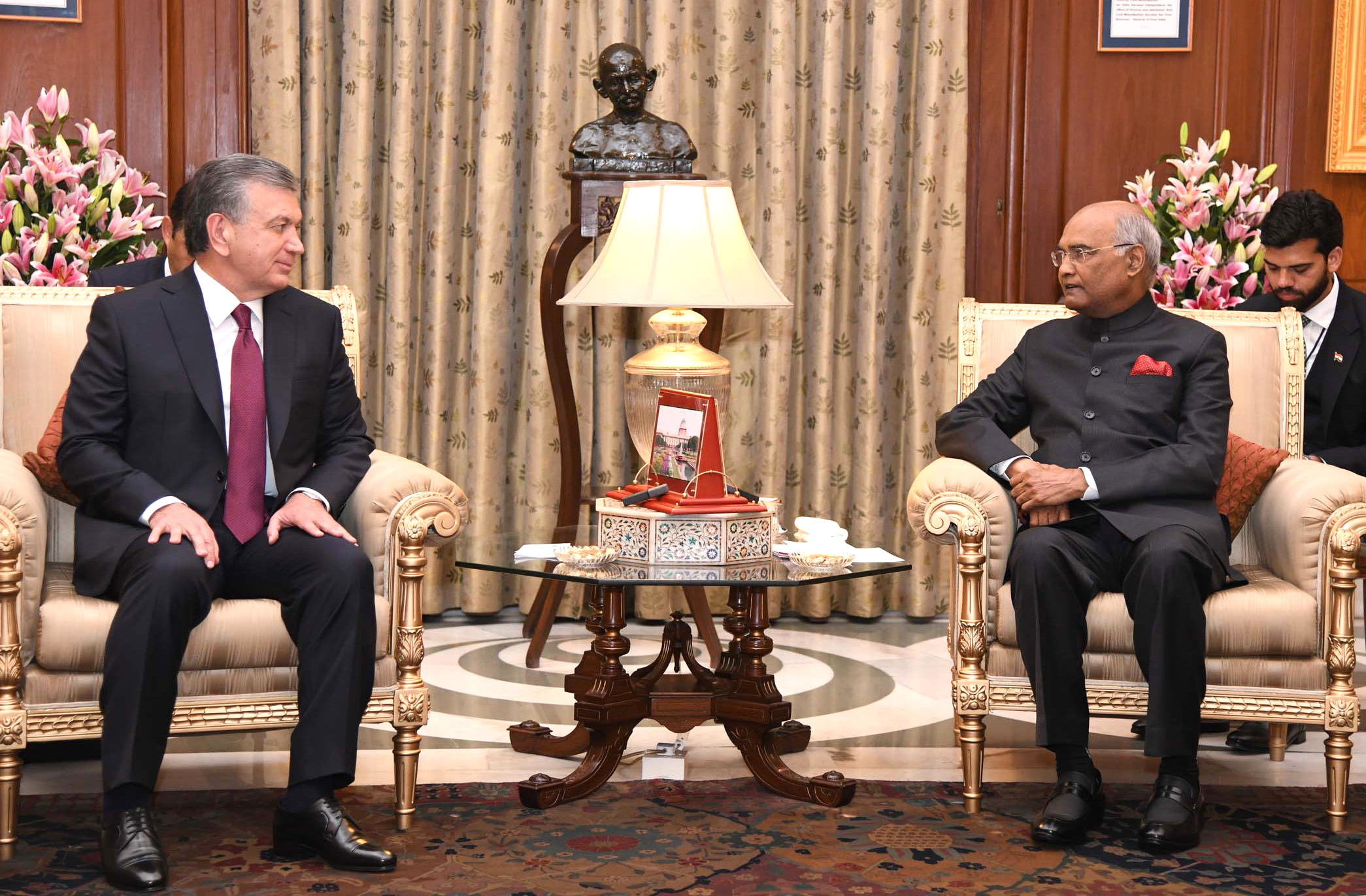

| Pays                | Lieux visités  | Date(s)          | Référence(s) |
| ------------------- | -------------- | ---------------- | ------------ |
| Inde                | Gujarat        | 18 janvier       |              |
| Allemagne           | Munich, Berlin | 20 et 22 janvier | [ 22 ]       |
| Émirats arabes unis | Abou Dabi      | 25 et 26 mars    | [ 23 ]       |
| Chine               | Pékin          | 24 et 27 avril   | [ 24 ]       |
| Kirghizistan        | Bichkek        | 13 et 14 juin    |              |
| Tadjikistan         | Douchanbé      | 15 juin          |              |